# Kureń (oddział kozacki)
Kureń – jednostka organizacyjna wojska Kozaków zaporoskich.
Pierwotnie złożona z Kozaków zamieszkujących we wspólnej kurnej chacie, zwanej kureniem, na obszarze Siczy Zaporoskiej. Później określenie to przeniesiono na nazwę najmniejszej jednostki bojowej. Kureń był początkowo częścią pułku, dopiero po reformie administracyjnej z połowy XVII wieku, gdy utworzono sotnie, odpowiadał kozackiemu pułkowi.
Nazwa pochodzi od mongolskiego wyrazu kürijen, który oznaczał koło, krąg, obozowisko złożone z większej liczby jurt ustawionych w krąg i odnosił się również do oddziału mongolskiego o różnej liczebności, prawdopodobnie ponad 2000 wojowników.